# Визиинос, Георгиос
Гео́ргиос Визиино́с (греч. Γεώργιος Βιζυηνός; 1849, Визии — 1896, Афины) — греческий писатель и поэт.

## Биография
Георгий Визиинос (настоящее имя  Георгиос Михаилидис греч. Γεώργιος Μιχαηλιδης) родился в 1849 году в османском городе Визии Восточной Фракии в котором греки ещё по прежнему составляли большинство населения
Семья его была очень бедной. В возрасте 10 лет родители послали его в Константинополь, к брату отца, учиться ремеслу портного. Здесь Георгий прожил до 18 летнего возраста, найдя покровителя в лице торговца- киприота Я.Георгиадиса. Жил некоторое время на Кипре, под покровительством архиепископа Кипра Софрония II с предназначением стать священником. В 1872 году Георгий стал семинаристом на острове Халки в Мраморном море (Халкинская богословская школа), где в 1873 году опубликовал свой первый поэтический сборник Ποιητικά Πρωτόλεια (в свободном переводе «Незрелая поэзия»). Среди его преподавателей был поэт Танталидис, Илиас, который узрев в Визииносе элементы особого таланта и сообразительности представил его меценату Георгису Зарифису. В 1874 году эпическое стихотворение Визииноса «Кодрос» (греч. Κόδρος) получило премию поэтического конкурса Вуцинаса. В том же году Визиинос поступил на философский факультет Афинского университета, после чего, финансируемый Зарифисом, уехал в Гётинген, Германия, где изучал филологию и философию в период 1875—1878. В 1876 году, его следующий поэтический сборник Άραις μάραις κουκουνάραις (свободный перевод «Вешки мешки шишки», был затем переименован в Βοσπορίδες Αύραι -«Бризы Босфора») получил вновь премию на конкурсе Вуцинаса На этом же конкурсе в 1877 году его сборникЭспериды (греч. Εσπερίδες) получил поощрение. В 1881 году в Лейпциге была опубликована его докторская диссертация  Das Kinderspielin Bezugauf Psychologieund Paedagogik («Детская игра с психологической и педагогической точки зрения»). В 1884 году Визиинос посетил Париж, где познакомился с Димитриосом Викеласом, будущим первым президентом МОК, а также с Marquis Queuxde Saint-Hilaire и Адам, Жюльетта.В 1883 году Визиинос посетил Лондон. Одновременно, Визиинос опубликовал поэтический сборник «Аттические бризы» (греч. Ατθίδες Αύραι). В том же (1883) году Визиинос опубликовал в издательстве «Очаг» (греч. Εστία- Эстиа) свой первый большой рассказ «Между Пиреем и Неаполем» (греч. Μεταξύ Πειραιώς και Νεαπόλεως).Там же были опубликованы «Кто был убийцей моего брата» (греч.Ποίος ήτον ο φονεύς του αδελφού μου) и"Грех моей матери" (греч. Το αμάρτημα της μητρός μου) В 1884 году, после смерти своего покровителя, Зарифиса, Визиинос был вынужден вернуться в Афины, где стал преподавателем в гимназии.
Годом позже Визиинос был избран доцентом на кафедре Истории философии Афинского университета, где работал над трактатом «Философия добра у Плотина» (греч. Η φιλοσοφία του καλού παρά Πλωτίνω). Одновременно были опубликованы его рассказы «Последствия старой истории» (греч.Αι συνέπειαι της παλαιάς ιστορίας) и «Единственное путешествие его жизни» (греч. Το μόνον της ζωής του ταξείδιον).
Визиинос был сторонником и участником борьбы за введение народного языка (димотики) в литературуру и образование и изучения народной культуры. Это «возвращение к корням» совместно с западным влиянием реализма и натурализма породило целое поколение писателей-бытовистов и «эллиноцентристов», среди которых упоминается и Визиинос.
В эти годы он был вовлечён в разработку рудника в Самаково. В 1886 году он написал книгу «Москов-Селим» (греч. Ο Μοσκώβ-Σελήμ). В 1892 году Визиинос был поражён умственным заболеванием и стал пациентом, постоянно проживающим в психиатрической больнице Пирея. Там он погрузился в утопические навязчивые идеи о эксплуатации рудника на своей родине и в бредовую страсть к юной Бетине Фравасили (14 лет), на которой хотел жениться. Через четыре года своего пребывания в психиатрической больнице, Визиинос умер 15 апреля 1896 года в возрасте 47 лет.

## Работы
Визиинос, с его критическим умом, талантом, склонностью к исследованиям, переводит самые известные европейские баллады, пишет философские, эстетические, психологические, этногрфические трактаты но также и школьные учебники и статьи для энциклопедических словарей.
Его повествовательный материал, извлечённый из личных и семейных воспоминаний, из традиций и личного опыта из жизни народа на его родине передаётся в его рассказах. Этот материал подкреплённый надёжным основанием его образования и научных знаний психологии встроенный в разнообразный, богатый язык высокой эстетики (научный, народный, идиоматический) передаётся в его рассказах рассказах. Так Визиинос развивает своё мифотворчество. Реформатор и пионер,Визиинос открывает новые дороги новогреческой новелле. Для И. Зерваса он является основателем новогреческой новеллы Его повествование от первого лица, пластичность характеров, драматические столкновения, безукоризненная техника повествования — связь исторического и повествовательного времени-это некоторые из основных особенностей рассказа «Грех моей матери» но и других его рассказов.
Писатель и исследователь Никос Диму отмечает «философскую мелангхолию» Визииноса.
Все его трактаты-также как и многие из его поэтических сборников -были изданы позже отдельным томом. Рассказы и статьи были опубликованы в различных изданиях и не были собраны в отдельный том при его жизни. Из рукописей сохранились некоторые из его писем и достаточное число стихотворений (См. Издание «Послания» -греч."Επιστολές", под редакцией Г.Папакостаса, Афины: изд. Патакис 2004 и издание с большей библиографией «Τα Ποιήματα»-Стихотворения, издание Фонда Костаса и Елены Уранис ISBN 960-7316-26-6, ISBN 978-960-7316-26-4, 2003 года).

### Поэтические сборники
- «Незрелая поэзия» — ΠοιητικάΠρωτόλεια (1873)
- «Кодр» — ΟΚόδρος (1874)
- «Бризы Босфора» — ΒοσπορίδεςΑύραι (1876)
- «Аттические бризы» — ΑτθίδεςΑύραι (1883)
- «Эспериды» — Εσπερίδες (1877)
- «Лирика» — Λυρικά
- «Детская поэзия» — Παιδικαίποιήσεις

### Рассказы
- «Араб и его верблюд»-Детский рассказ — Ο Άραψ και η κάμηλος αυτού (1879) — Παιδικό Αφήγημα
- «Грех моей матери» — Το αμάρτημα της μητρός μου (1883)
- «Между Пиреем и Неаполем» -Μεταξύ Πειραιώς και Νεαπόλεως (1883)
- «Кто был убийцей моего брата» -Ποίος ήτον ο φονεύς του αδελφού μου (1883)
- «Последствия старой истории» — Αι συνέπειαι της παλαιάς ιστορίας (1884)
- «Единственное путешествие его жизни» -Το μόνον της ζωής του ταξείδιον (1884)
- «Первомай» — Πρωτομαγιά (1884)
- Тромарас (1884) -Детский рассказ Ο Tρομάρας (1884) — Παιδικό Αφήγημα
- «Пугало» -детскийрассказ — Το Σκιάχτρο (1884) — Παιδικό Αφήγημα
- «Вор» — детскийрассказ -Ο Κλέπτης (1884) — Παιδικό Αφήγημα
- «Внутри амфитеатра» -детский рассказ-Μέσα εις το αμφιθέατρον (1890) — Παιδικό Αφήγημα
- «Как экономиться время» -детский рассказ -Πώς οικονομείται ο χρόνος (1890) — Παιδικό Αφήγημα
- «Москов-Селим» — Ο Μοσκώβ-Σελήμ (1895)

### Статьи
- «Греческая журналистика в 1883 году» — Перевод — Η Ελληνική δημοσιογραφία κατά το 1883 (1884) — Μετάφραση
- Почему яблоня не стала аблонью- Διατί η μηλιά δεν έγινε μηλέα (1885)
- Маргариту-Эвангелиду", «История теории знания» (1885) -Критика — Μαργαρίτου Ευαγγελίδου, «Ιστορία της θεωρίας της γνώσεως» (1885) — Κριτική
- «Монахи и поклонение Дионису во Фракии» -Οι καλόγεροι και η λατρεία του Διονύσου εν Θρἀκη (1888)
- «Изобразительное искусство в первые 25 летцарствования Георгия-I» — Αι εικαστικαί τέχναι κατά την Α´ εικοσιπενταετηρίδα του Γεωργίου Α´ (1888)
- «Керкира»-перевод — Η Κέρκυρα (1891) — Μετάφραση
- «Американские древности» — Αμερικανικαί Αρχαιότητες (1891)
- «Генрик Ибсен» -Ερρίκος Ίψεν (1892)

### Исследования
- «Детская игра с психологической и педагогической точки зрения» — Das Kinderspielin Bezugauf Psychologieund Paedagogik, Лейпциг 1881.
- «Философия добра у Плотина» — Η φιλοσοφία του καλού παρά Πλωτίνω, Лондон 1883
- «Психологические исследования о добре» — Ψυχολογικαί μελέται επί του καλού, Афины 1885 (двухтомник)
- «Элементы логики» — Στοιχεία λογικής, Афины 1885
- «Элементы психологии» — Στοιχεία ψυχολογίας, Афины 1888

## Память
На его родине, в городе Визии, Восточная Фракия, оставшимся на турецкой территории, нет памятника Визииноса. Памятник ему установлен недалеко от его родины, в приграничном греческом городе Александруполис, Западная Фракия.

## Экранизация
- «Единственное путешествие его жизни» — Το Μόνον της Ζωής του Ταξείδιον (2001) — Фильм Л.Папастатиса о периоде пребывания Визииноса в психиатрической больнице.